# Material design
Material design (codenaam quantum paper) is een designtaal ontwikkeld door Google en aangekondigd op de Google I/O-conferentie op 25 juni 2014.
Material design wordt gebruikt vanaf Android versie 5.0: Lollipop. Google heeft ook application programming interfaces (API's) uitgebracht voor alle ontwikkelaars zodat de designtaal gebruikt kan worden in hun applicaties.

## Google apps
Material design wordt gebruikt in veel apps van Google, waaronder:
- Chrome
- Docs, Sheets en Slides
- Gmail
- Google+
- Hangouts
- Play Games
- Play Movies
- Play Music
- Play Newsstand
- Play Store
- YouTube